# Allan Jefferies Trophy Trial
L'Allan Jefferies Trophy Trial, més conegut simplement com a Allan Jefferies Trial, és una competició motociclista de trial que se celebra anualment des de 1947 a la zona dels Yorkshire Dales, pels voltants de Skipton, a North Yorkshire (Anglaterra). Es tracta d'una de les proves de trial més emblemàtiques del país i ha comptat històricament amb la participació dels principals especialistes britànics. Organitzat tradicionalment al juliol pel Bradford Trials Motorcycle Club, l'esdeveniment té rang de National (el màxim possible) i ha puntuat en diverses ocasions per al campionat britànic.

## Història
El 1939, el Yorkshire Center Auto Cycle va decidir d'honorar amb un trofeu que dugués el seu nom Allan Jefferies, un dels pilots de la zona amb més projecció a l'època. L'esclat de la Segona Guerra Mundial, però, va provocar l'ajornament de la iniciativa, que es va reprendre el 1946. Un cop adquirida la costosa copa, el Bradford Club es va comprometre a organitzar una prova de trial per a lliurar-la al guanyador (en aquella època, a Yorkshire només hi quedava un trial en funcionament, l'històric Scott Trial). El primer Allan Jefferies Trophy es va celebrar el 1947, amb sortida a Long Ashes Thresfield. Constava de 12 grups de zones, entre ells els de Rock Garden, Moor End, Countersett Craig, Buckden, Horsehead Pass, Fountains Fell i Thresfield. El guanyador en va ser Tommy Wortley, amb una AJS oficial i el segon, el mateix Allan Jefferies, amb una Triumph 350 Twin. Fins al 1960, l'esdeveniment començava sempre a Long Ashes. El 1957, el trial es va haver de cancel·lar a causa d'una epidèmia de febre aftosa.

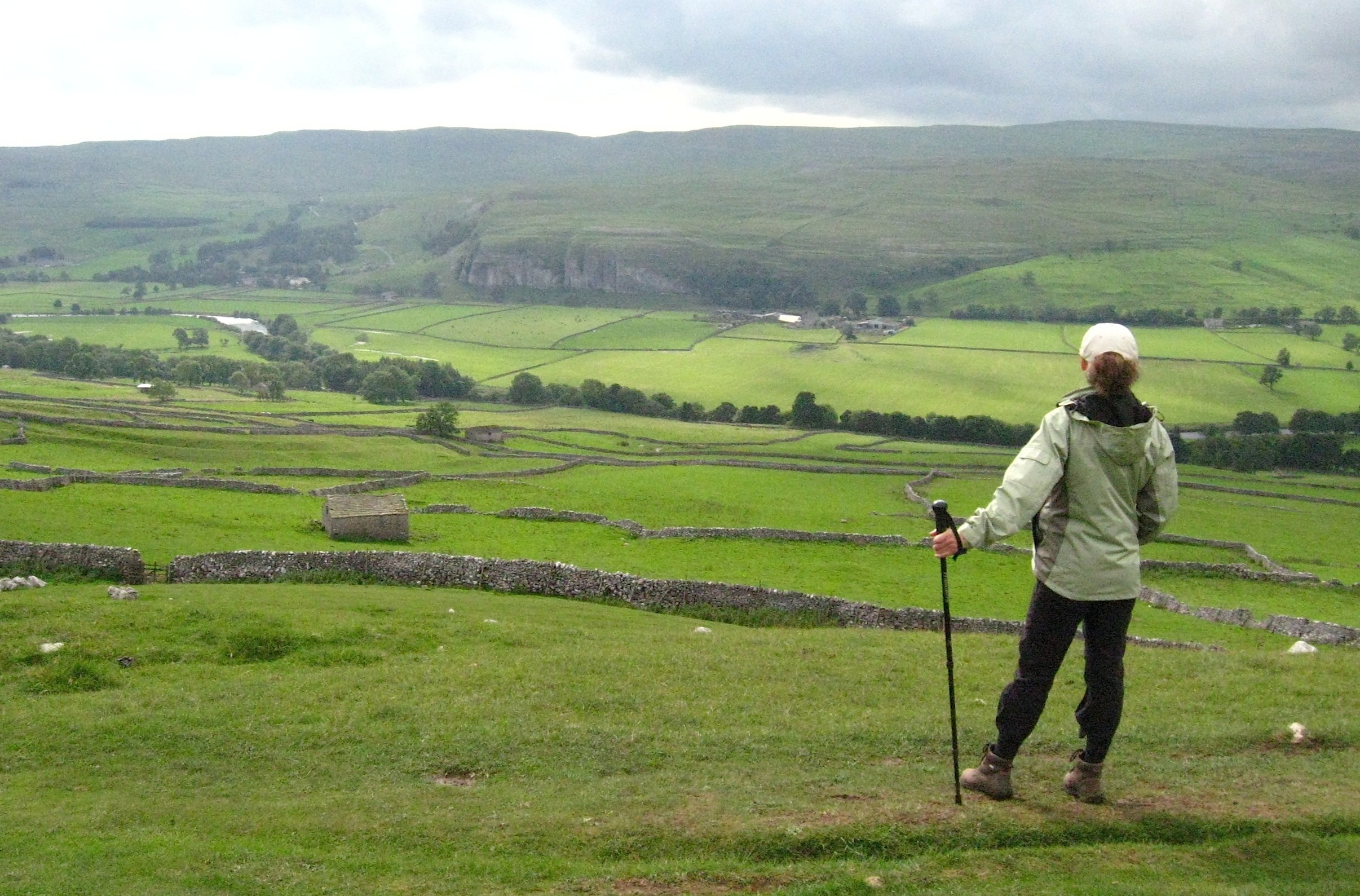
Kilnsey des de Wharfedale, una de les zones per on passa el trial

El 1961 es va reintroduir a la prova la categoria de sidecars (ja hi havia estat present de 1948 a 1951), la qual s'hi va mantenir fins al 1993. El 1962, la sortida es va traslladar a Yarnbury, fora de Grassington, on va romandre durant diversos anys abans de traslladar-se a Skirfare Bridge durant la dècada del 1980. En aquesta època, els grups de zones se situaven dins i als voltants de Wharfedale, Upper Wharfedale, Littondale, Langstrothdale, Coverdale i Wensleydale. Entre aquests grups hi havia els de Sleets, Kilnsey, Malham Moor, Gingling Hole, Fountains Fell, Halton Gill, Hag Beck, Raisgill, Yokenthwaite, Chapel Moor Stake, Cam Head, Kidstones, Plews Wood, Listers, Park Rash Moorend i Hawkswick. Hi havia parades per a recarregar combustible a Kidstones i Halton Gill.
El 1996, la sortida i l'arribada es van traslladar a Littondale (Halton Gill) i el recorregut es va escurçar lleugerament per tal de no haver de transportar combustible per les valls. Per tant, es van eliminar els grups de zones de Chapel Moor, Stake, Cam Head i Kidsstones, mentre que es van incloure nous trams a Wilks i al camí de Hebden. El trial es va tornar a cancel·lar el 2001 a causa d'un altre brot de febre aftosa i el 2012 a causa del mal temps dels dies previs. El 2014, el recorregut de la prova va tornar a variar amb la incorporació de noves zones a Langstrothdale i el 2016 un altre cop, aquesta vegada escurçant-ne força la distància (entre d'altres, es varen eliminar les clàssiques seccions de Flamethrower, Fountains Fell i Arncliffe Scree, a més del complicat trajecte per carretera entre Kilnsey i Kettlewell).
El 2017, els organitzadors van decidir de cancel·lar la prova tres setmanes abans de la data anunciada a causa de la manca de suport d'entitats i propietaris locals. La prova no s'ha tornat a celebrar des d'aleshores, ja que les edicions de 2018 i 2019 no es van programar per decisió dels organitzadors i els anys 2020 i 2021 va ser impossible de fer-ho a causa de les restriccions de la pandèmia de COVID-19.

## Llista de guanyadors
Fonts
| Any                    | Guanyador                   | Motocicleta                 |
| ---------------------- | --------------------------- | --------------------------- |
| 1947                   | T. H. Wortley               | AJS                         |
| 1948                   | Charlie Rogers              | Royal Enfield               |
| 1949                   | Hugh Viney                  | AJS                         |
| 1950                   | R. B. Young                 | ?                           |
| 1951                   | G. E. Boradbent             | ?                           |
| 1952                   | N. S. Holmes                | ?                           |
| 1953                   | John Brittain               | Royal Enfield               |
| 1954                   | John Brittain               | Royal Enfield               |
| 1955                   | Jeff Smith                  | BSA                         |
| 1956                   | M. G. Edwards               | ?                           |
| 1957                   | Cancel·lat per febre aftosa | Cancel·lat per febre aftosa |
| 1958                   | Gordon Blakeway             | Ariel                       |
| 1959                   | Ray Sayer                   | Triumph?                    |
| 1960                   | Gordon Jackson              | AJS                         |
| 1961                   | Ray Sayer                   | Triumph                     |
| 1962                   | Mick Andrews                | AJS                         |
| 1963                   | Scott Ellis                 | Triumph                     |
| 1964                   | Ray Sayer                   | Triumph?                    |
| 1965                   | Jim Sandiford               | Greeves?                    |
| 1966                   | Bill Wilkinson              | Greeves                     |
| 1967                   | Dave Rowland                | BSA                         |
| 1968                   | Bill Wilkinson              | Greeves                     |
| 1969                   | Rob Edwards                 | Montesa                     |
| 1970                   | Bill Wilkinson              | OSSA                        |
| 1971                   | Ian Haydon                  | Montesa                     |
| 1972                   | Martin Lampkin              | Bultaco                     |
| 1973                   | Malcolm Rathmell            | Bultaco                     |
| 1974                   | Martin Lampkin              | Bultaco                     |
| 1975                   | Geoff Chandler              | OSSA                        |
| 1976                   | Martin Lampkin              | Bultaco                     |
| 1977                   | Malcolm Rathmell            | Montesa                     |
| 1978                   | Martin Lampkin              | Bultaco                     |
| 1979                   | Martin Lampkin              | Bultaco                     |
| 1980                   | Martin Lampkin              | SWM                         |
| 1981                   | Peter Cartwright            | Italjet                     |
| 1982                   | Martin Lampkin              | SWM                         |
| 1983                   | John Lampkin                | Fantic                      |
| 1984                   | Tony Scarlett               | Yamaha                      |
| 1985                   | Steve Saunders              | Honda                       |
| 1986-2000: Sense dades |                             |                             |
| 2001                   | Cancel·lat per febre aftosa | Cancel·lat per febre aftosa |
| 2002-2006: Sense dades |                             |                             |
| 2007                   | Ian Austermuhle             | Beta                        |
| 2008                   | ?                           | ?                           |
| 2009                   | Ian Austermuhle             | Beta                        |
| 2010                   | ?                           | ?                           |
| 2011                   | ?                           | ?                           |
| 2012                   | Cancel·lat per mal temps    | Cancel·lat per mal temps    |
| 2013                   | ?                           | ?                           |
| 2014                   | Ian Austermuhle             | Beta                        |
| 2015                   | ?                           | ?                           |
| 2016                   | ?                           | ?                           |
| 2017                   | Cancel·lat                  | Cancel·lat                  |
| 2018                   | No convocat                 | No convocat                 |
| 2019                   | No convocat                 | No convocat                 |
| 2020                   | COVID-19                    | COVID-19                    |
| 2021                   | COVID-19                    | COVID-19                    |

1. ↑  Victòria ex-aequo amb Artie Ratcliffe (Matchless)